# Nuevo Velódromo de Barcelona
El Nuevo Velódromo de Barcelona, también conocido como Velódromo de la calle Aragón, fue una instalación deportiva que funcionó entre 1901 y 1903. Además de pruebas ciclistas también acogió partidos de fútbol.

## Ubicación
Estaba ubicado en la calle de Aragón, entre las calles Muntaner y Casanova, teniendo en la intersección de las dos primeras su puerta principal de acceso.

## Características
La pista, de cemento en las rectas y de madera en las curvas, tenía una cuerda de 250 metros.

## Historia
El primer velódromo estable de Barcelona se inauguró en 1893 en la Bonanova. Sin embargo, un lustro después dejó de acoger pruebas ciclistas en favor de otros deportes como el fútbol, dejando la ciudad sin una pista óptima. La idea de construir un nuevo velódromo, más céntrico, partió de un grupo de corredores y aficionados al ciclismo encabezados por Francisco Serramalera Abadal. A tal efecto constituyeron la Sociedad Anónima Velódromo, contando con el apoyo del Velo Club, que instaló en el nuevo velódromo un pabellón para sus socios.
Tras varios retrasos en las obras, en julio de 1900 entró en funcionamiento, aunque no fue oficialmente inaugurado hasta el 29 de junio de 1901. El festival inaugural, que se prolongó dos días, incluyó carreras de múltiples modalidades: júniors, amateurs, profesionales, internacionales, tándems e incluso pedestres. La prueba más destacada fue el «Gran Premio del Nuevo Velódromo de Barcelona», con victoria de Abadal, que ganó un premio de 500 pesetas. Narciso Masferrer presidió el jurado.
La prensa de la época fue crítica con la calidad de las instalaciones y el recinto tuvo una corta existencia, hasta 1903.
Al igual que pasara en el velódromo de la Bonanova, el terreno central fue utilizado para la práctica del fútbol, a pesar de sus reducidas dimensiones. Fue el primer campo de juego del Hispania Athletic Club, que disputó aquí su primer partido, el 14 de octubre de 1900 ante la Sociedad Deportiva Santanach.
El Nuevo Velódromo desapareció en 1903. Entre los edificios que ocuparon el solar destaca la Casa del Pueblo (en la calle Aragón, 168) impulsada por Alejandro Lerroux del Partido Radical .